# La strada dei quartieri alti
La strada dei quartieri alti (Room at the Top) è un film del 1959 diretto da Jack Clayton.
Presentato in concorso al 12º Festival di Cannes, vinse due Premi Oscar (miglior attrice protagonista, migliore sceneggiatura non originale).
Il film è considerato come l'apripista del genere kitchen sink realism.

## Trama
Joe Lampton, un giovane ambizioso arrampicatore sociale cerca di sposare Susan Brown, una ragazza di famiglia ricca, ma nel frattempo ha una relazione con Alice Aisgill, una donna francese infelicemente sposata. Joe seduce e mette incinta Susan, obbligando così la famiglia a un matrimonio riparatore, ma paga un prezzo altissimo per la realizzazione delle sue ambizioni: Alice, sconvolta per l'abbandono, si ubriaca e muore in un incidente stradale.

## Accoglienza
Da notare anche che Hermione Baddeley venne candidata a un Oscar come miglior attrice non protagonista pur recitando appena 2 minuti. Nel 1999 il British Film Institute l'ha inserito al 32º posto della lista dei migliori cento film britannici del XX secolo.
Nel 1965 ne fu realizzato un seguito (Flagrante adulterio), che mostra la vita di Joe Lampton dopo dieci anni di matrimonio; Laurence Harvey e altri attori del primo film vi ripresero i loro ruoli, a eccezione di Heather Sears, sostituita da Jean Simmons.

### Critica
«... stile classico ed elegante, ma non personalissimo... Lucido e caustico, e con un gusto tutto inglese per i dettagli e le situazioni appena suggerite. Trampolino di lancio per Laurence Harvey. Signoret, di una bellezza assoluta» **½

## Riconoscimenti
- 1960 - Premio Oscar
  - Miglior attrice protagonista a Simone Signoret
  - Migliore sceneggiatura non originale a Neil Paterson
  - Candidatura Miglior film a John Woolf e James Woolf
  - Candidatura Migliore regia a Jack Clayton
  - Candidatura Miglior attore protagonista a Laurence Harvey
  - Candidatura Miglior attrice non protagonista a Hermione Baddeley
- 1960 - Golden Globe
  - Samuel Goldwyn International Award
  - Candidatura Miglior attrice in un film drammatico a Simone Signoret
- 1959 - Premio BAFTA
  - Miglior film
  - Miglior film britannico
  - Miglior attrice straniera a Simone Signoret
  - Candidatura Miglior attore protagonista a Laurence Harvey
  - Candidatura Miglior attore protagonista a Donald Wolfit
  - Candidatura Migliore attrice britannica a Hermione Baddeley
  - Candidatura Miglior attrice debuttante a Mary Peach
- 1959 - Festival di Cannes
  - Prix d'interprétation féminine a Simone Signoret
  - Candidatura Palma d'oro a Jack Clayton
- 1959 - National Board of Review Award
  - Miglior attrice protagonista a Simone Signoret
  - Migliori dieci film